# Edward Teller
Edward Teller (tyska Eduard Teller, ungerska Ede Teller), född 15 januari 1908 i Budapest, Österrike-Ungern, död 9 september 2003 i Stanford, Kalifornien, var en ungerskfödd amerikansk kärnfysiker, som i USA är känd som "vätebombens fader".

## Biografi
Redan som barn hade Teller utvecklat en kärlek till matematik. Som ung studerade han först i Karlsruhe och sedan studerade han det nyutvecklade området kvantmekanik under ledning av Werner Heisenberg vid universitetet i Leipzig, Tyskland. Från 1930 till 1933 gick han på universitetet i Göttingen.
Eftersom han var jude emigrerade Teller 1934 först till Köpenhamn där han arbetade under Niels Bohr och året efter till USA.

### Kärnvapen
År 1942 började Teller arbeta inom Manhattanprojektet. Han återvände till Chicago 1946 och var där kvar till 1949 då president Harry S. Truman startade projektet med utveckling av en vätebomb. Han tog, tillsammans med främst Stanisław Ulam, fram ett sätt att konstruera fusionsvapen som kallas för Teller-Ulams design.
Teller fortsatte att få stöd från den amerikanska regeringen och militära forskningsetablissemanget. Särskilt för hans förespråkande för kärnenergiutveckling, en stark kärnvapenarsenal och ett kraftfullt kärnvapentestprogram. 

### Global uppvärmning
Teller var en av de första framstående personerna som varnade för en global uppvärmning på grund av fossila bränslen. Vid ett tal till medlemmarna i American Chemical Society i december 1957, varnade Teller för att den stora mängden kolbaserat bränsle som förbränts sedan mitten av 1800-talet ökade koncentrationen av koldioxid i atmosfären, vilket skulle "agera på samma sätt som ett växthus och kommer att höja temperaturen vid ytan". Teller hade räknat ut att om koncentrationen av koldioxid i atmosfären ökade med 10% "kan en märkbar del av polarisen smälta".
År 1959, vid ett symposium anordnat av American Petroleum Institute och Columbia Graduate School of Business för hundraårsjubileet av den amerikanska oljeindustrin, varnade Edward Teller att den globala uppvärmningen riskerar smälta inlandsisen "och sänka New York under vatten. Alla kuststäder skulle omfattas, och eftersom en betydande andel av människosläktet bor i kustområden, tror jag att denna kemiska förorening är allvarligare än de flesta tenderar att tro."

### Senare år
Under sina senare år blev Teller särskilt känd för sitt förespråkande av kontroversiella tekniska lösningar på både militära och civila problem, inklusive en plan att gräva ut en konstgjord hamn i Alaska genom att begrava och detonera en rad kärnvapenexplosioner i det som kallades Project Chariot, och för Ronald Reagans Strategic Defense Initiative. 

## Utmärkelser
Teller tilldelades många utmärkelser, inklusive Enrico Fermi Award och Albert Einstein Award. Asteroiden 5006 Teller är uppkallad efter honom.